# Psilocerea coronata
Psilocerea coronata là một loài bướm đêm trong họ Geometridae.